# ミカド (ゲームセンター)
ゲーセンミカドは、高田馬場と池袋で営業しているゲームセンター。

## 概要
運営は株式会社INH。アーケードゲームの基板収集を趣味とする経営者兼店長・池田稔の理念および財政上の理由から、1980年代・1990年代の中古旧作ビデオゲームが数多く稼働していることが特徴。中小のゲームセンターにとり厳しい状況の続くなか、多彩なタイトルを揃え、ゲーム大会や実演を連日開催することで顧客の獲得と定着に努めている。
軽妙な実況で演出されるユニークな各種大会や幅広い層による攻略、コミュニティ（「～勢」と表現される）に焦点したトークイベントなどを積極的にネット配信してゲーマーの関心を集めるとともに、2015年前後からテレビ・雑誌などマスメディアへも頻繁に露出し知名度を高めている。
常連プレイヤーが国際的なeスポーツ大会で優勝したことなどをきっかけに「伝説のゲームセンター」として海外でも知られており、多くの外国人ゲーマーが観光や対戦に訪れ、各国メディアにも取材されている。
ハイスコア申請を受け付けており、常連プレイヤーには全国一位の記録を保持・更新しているハイスコアラーも多い。日本ハイスコア協会発足後は同協会にスコアを登録している。適切な周期の連射装置、電源パターン用の電源スイッチ、画面録画装置など攻略に配慮した設備も整えている。
店頭にて缶バッジ等のミカドオリジナルグッズを販売している。また委託により、CD・書籍・Tシャツ等自主制作物の販売、新作ゲームやゲーム関連イベント等のチラシ頒布を行っている。
施設運営業務のほか、写真・映像のロケーション撮影やイベント用途へのフロア貸し、テレビ番組や各種イベントへの機材提供・プレイ映像提供・出張実況なども請け負っている。
2020年4月にゲーム出版部門『ミカドガレージブックス(MiKADO GARAGE BOOKS)』を発足。
2024年5月1日より、開店以来長らく稼働した1プレイ50円の筐体を廃止し、すべての筐体にて使用できる硬貨が100円硬貨のみとなった。理由としては、両替手数料や売上の入金手数料が高くなっていること、電気代の値上げ、2024年7月から導入予定の新紙幣対応の両替機交換のコスト、ゲーム機の修理、維持費用の高騰が挙げられた。なお、従来の1プレイ50円筐体は、1プレイ100円または2プレイ100円に変更された。
看板はトライアングル・サービス代表・藤野俊昭の筆。店員Tシャツは自主制作ブランド・ママチョップ製。イメージキャラクター「ミカドちゃん」は漫画家・押切蓮介画。

## 店舗

### 高田馬場ゲーセンミカド
東京都新宿区高田馬場で営業している1号店。正式名称「高田馬場ゲーセンミカド IN オアシスプラザ」。店長は池田稔。
2009年4月26日プレオープン、同年5月17日グランドオープン。オアシスプラザビルは山手線沿線、駅から徒歩2分ほどの通りに面した優良物件だが、敷金・保証金等の免除と引き換えに利益を分配する共同経営をビルオーナーに提案し、低資金での入居を果たした。
地上1階～2階の2フロア施設で、大型筐体ゲーム・音楽ゲーム・ピンボール・エレメカなどの特殊筐体は1階に、対戦型格闘ゲームは2階に配置されている。その他ジャンルのビデオゲームは両フロアに配置されており、階段の踊り場にもテーブル型などの小型筐体が少数置かれている。建屋内には女優の大山のぶ代 が実際に所有していた『アルカノイド』筐体についても設置されている。
旧作ゲームによる集客を実現しているほか、“聖地”と呼ばれるほど『GUILTY GEAR』シリーズの対戦プレイが盛んであり、EVOや闘劇など大規模大会の優勝者・上位入賞者も参集している。

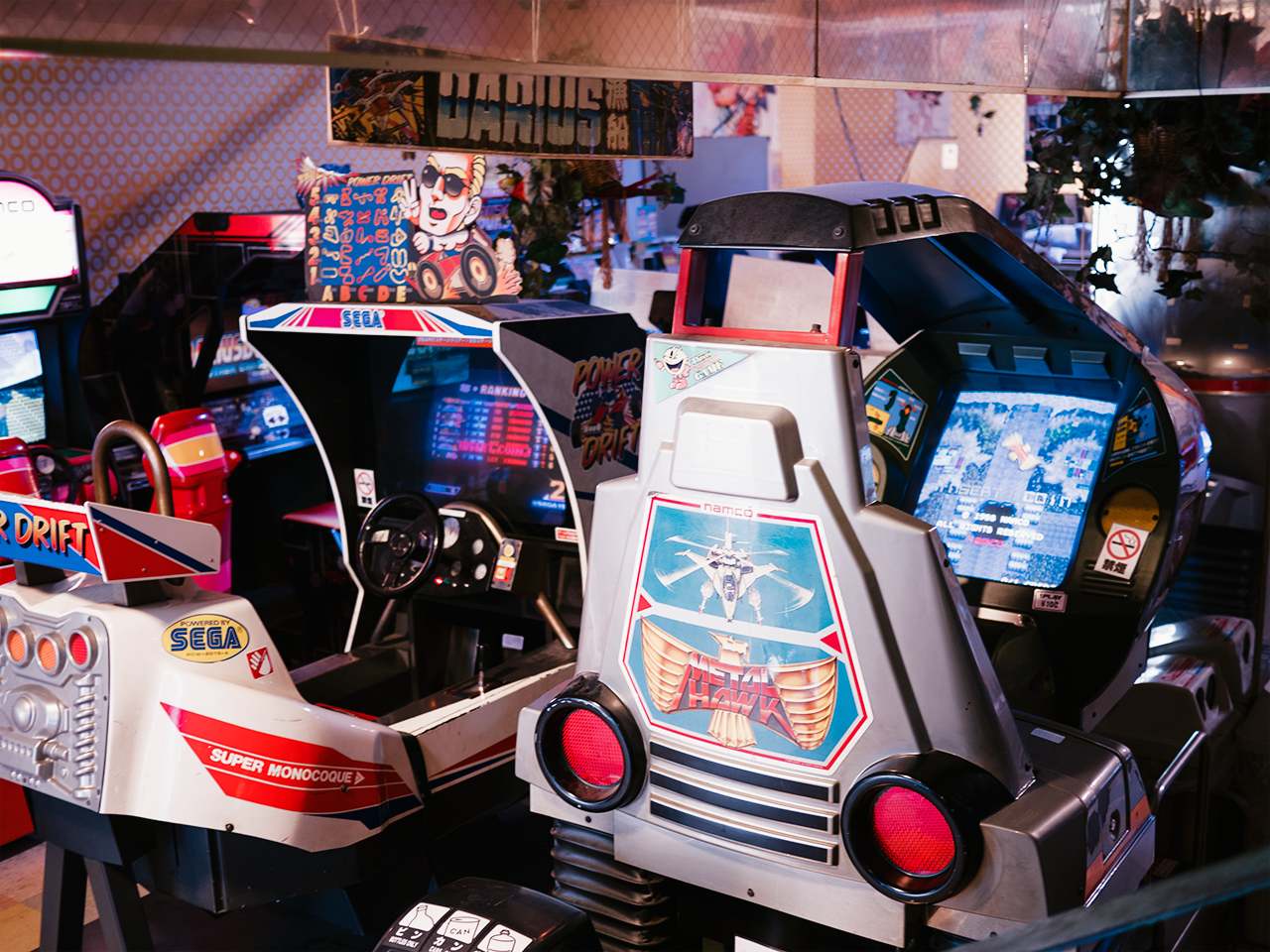
1階 大型筐体ゲーム
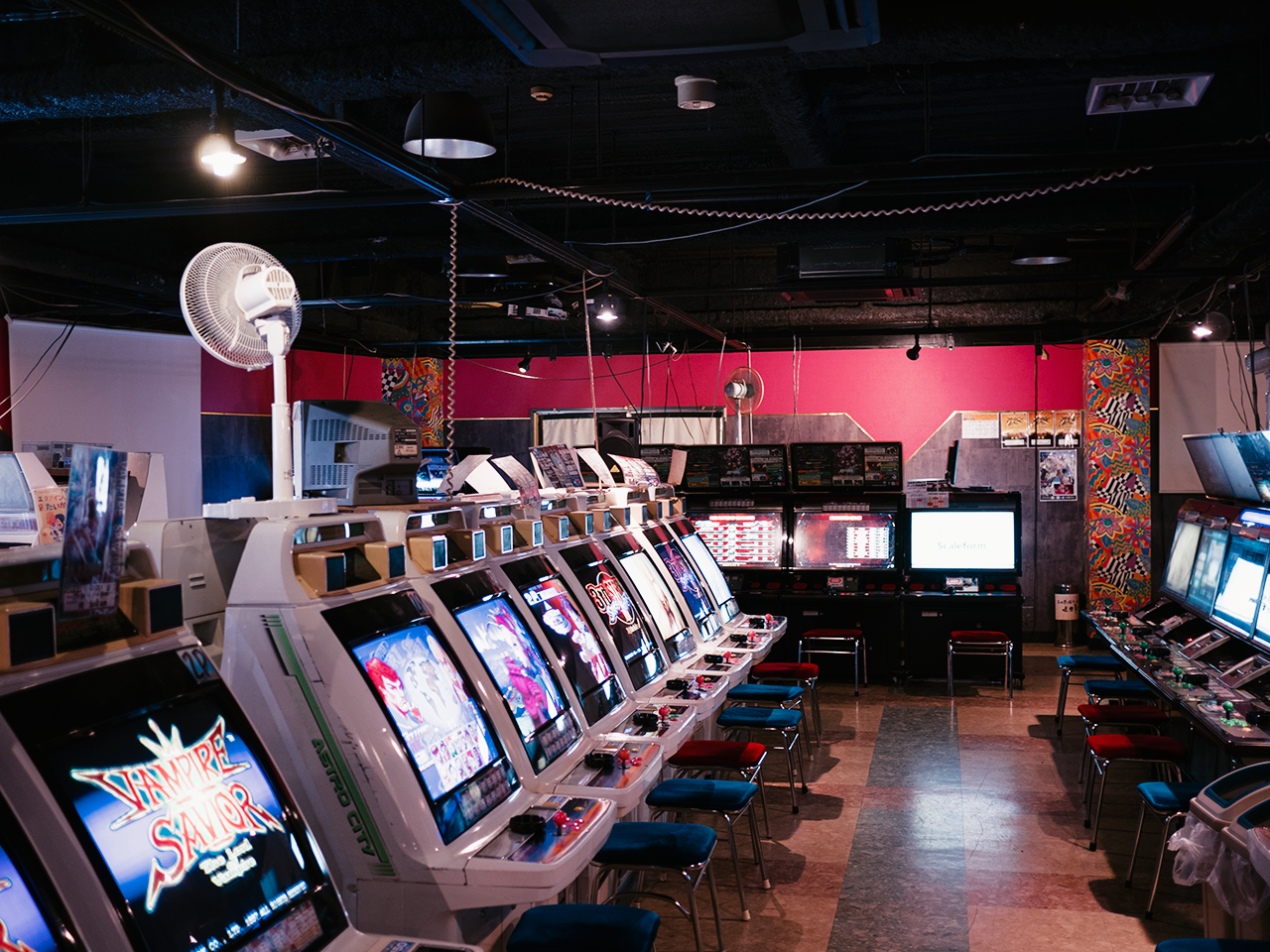
2階 格闘ゲームコーナー

### 池袋ゲーセンミカド
東京都豊島区東池袋で営業している2号店。正式名称「池袋ゲーセンミカド IN ランブルプラザ」。店長は山岸勇。
2018年10月1日プレオープン、同月21日グランドオープン。ビルオーナーはオアシスプラザビルと同じ。
地下1階～地上2階の3フロア施設。前身「池袋ランブルプラザ」（有限会社TCC）から営業を引き継いだ居抜き出店であり、そのためプライズゲームや2010年代の新作ゲームが比較的充実している。
店長である山岸がかつて『バーチャファイター』シーンをオペレーターの立場から牽引してきた事から、『バーチャファイター』シリーズの対戦大会に特に力を入れている。2020年現在では山岸自身もヘビープレイヤーである『テトリス ザ・グランドマスター』の隠しモード「ビッグテトリス（ビグテト）」大会がクローズアップされている。

### 旧店舗

#### 新宿ゲーセンミカド
2006年8月1日オープン。東京都新宿区歌舞伎町のゲームセンター「ハイテクランド ミカド」を買い取って経営を始めたが、約1年半後に施設都合で退去を求められ、移転先を探して高田馬場に至った。
高田馬場店開店後もしばらく営業を続け、2009年10月18日をもって閉店した。

#### ゲーセンミカド×ナツゲーミュージアム in 白鳥会館
2020年11月23日プレオープン、同月29日グランドオープン。東京都新宿区高田馬場で営業していた3号店。かつて東京都千代田区神田佐久間町に存在したナツゲーミュージアムとのコラボレーション店舗である。通称「ナツゲーミカド」。
元々「白鳥ゲームプラザ」として運営されていた店舗を2020年1月にミカドが営業権利を取得し、同年5月に「ゲーセンミカド別館 in 白鳥プラザ」としてリニューアルオープンを予定していたが、新型コロナウィルス感染症拡大の影響により事業計画見直しを余儀なくされた。同年4月にミカドが運営存続の為のクラウドファンディングを実施した際、ナツゲーミュージアムのオーナーから多大な支援があった事でリニューアル計画を一新し、ナツゲーミュージアムが多数所有するオールドゲーム機を取り入れた新たなコンセプトの店舗とする事を決定した。内装色はかつてナムコ製コンソレット筐体に用いられていた明るいグリーンをフィーチャーしていた。
90年代ビデオゲームを中心とする系列他店舗に対し70～80年代ビデオゲームとピンボール機を中心としたタイトルで構成。全館禁煙とし、ファミリー層が気軽に遊びに来られる様配慮していた。地下1階には主にピンボールやガンシューティングゲームを、地上2階にはビデオゲーム機とエレメカ、駄菓子販売スペースを配置。かつてナツゲーミュージアムが秋葉原で営業していた時と同様に駄菓子やジュース等も販売していた。
背の低い小児がアップライト筐体やピンボール機で遊べる様、踏み台が常備されていた。
高田馬場ゲーセンミカドからも一部ビデオゲームなどが移設され、代わりに白鳥ゲームプラザで運用していた『機動戦士ガンダム エクストリームバーサス』等の通信系筐体の一部は高田馬場ゲーセンミカドに移設された。
2025年6月20日、ビルのオーナーとの契約満了のため閉店することを発表し、同年7月31日をもって閉店した。今後は一部筐体を高田馬場店および池袋店に移設し、別の場所での再始動を目指すとしている。

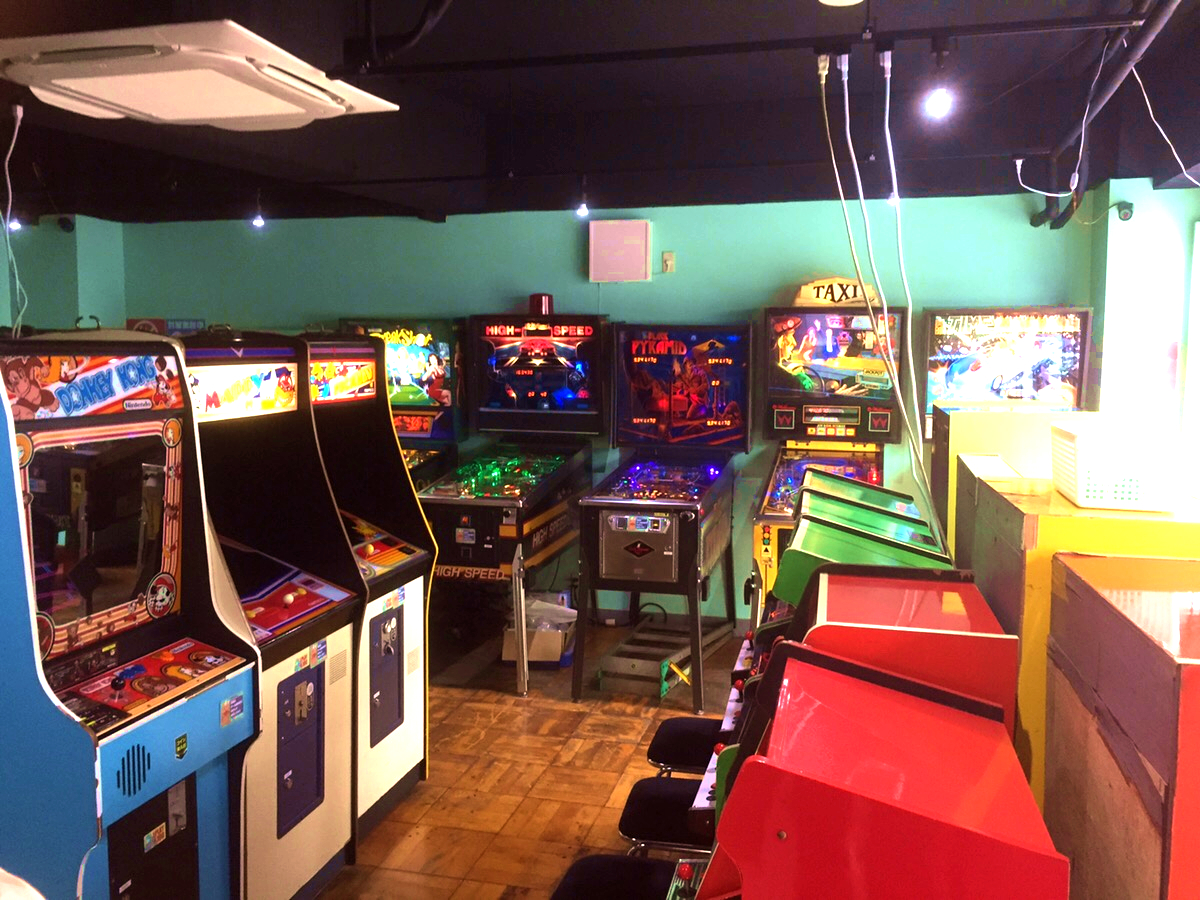
2階
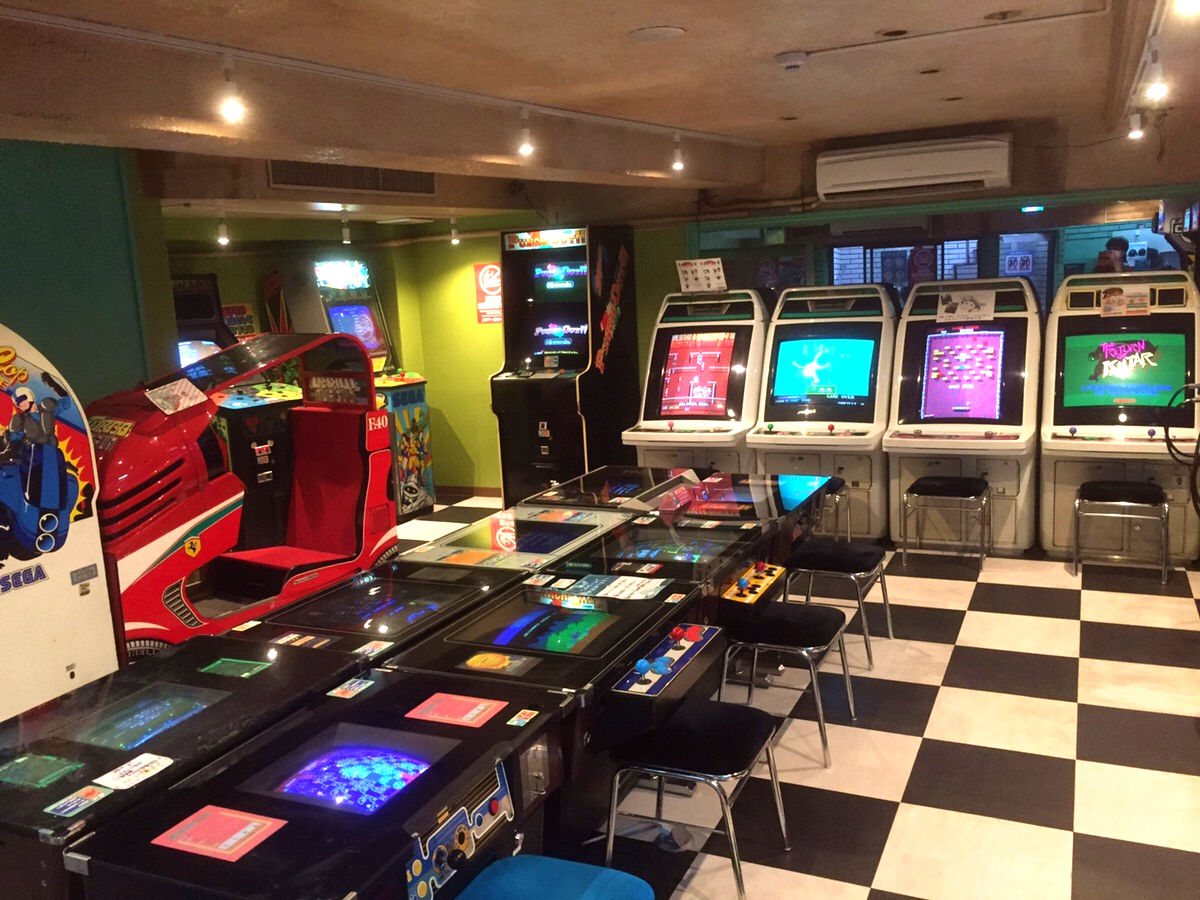
地下1階
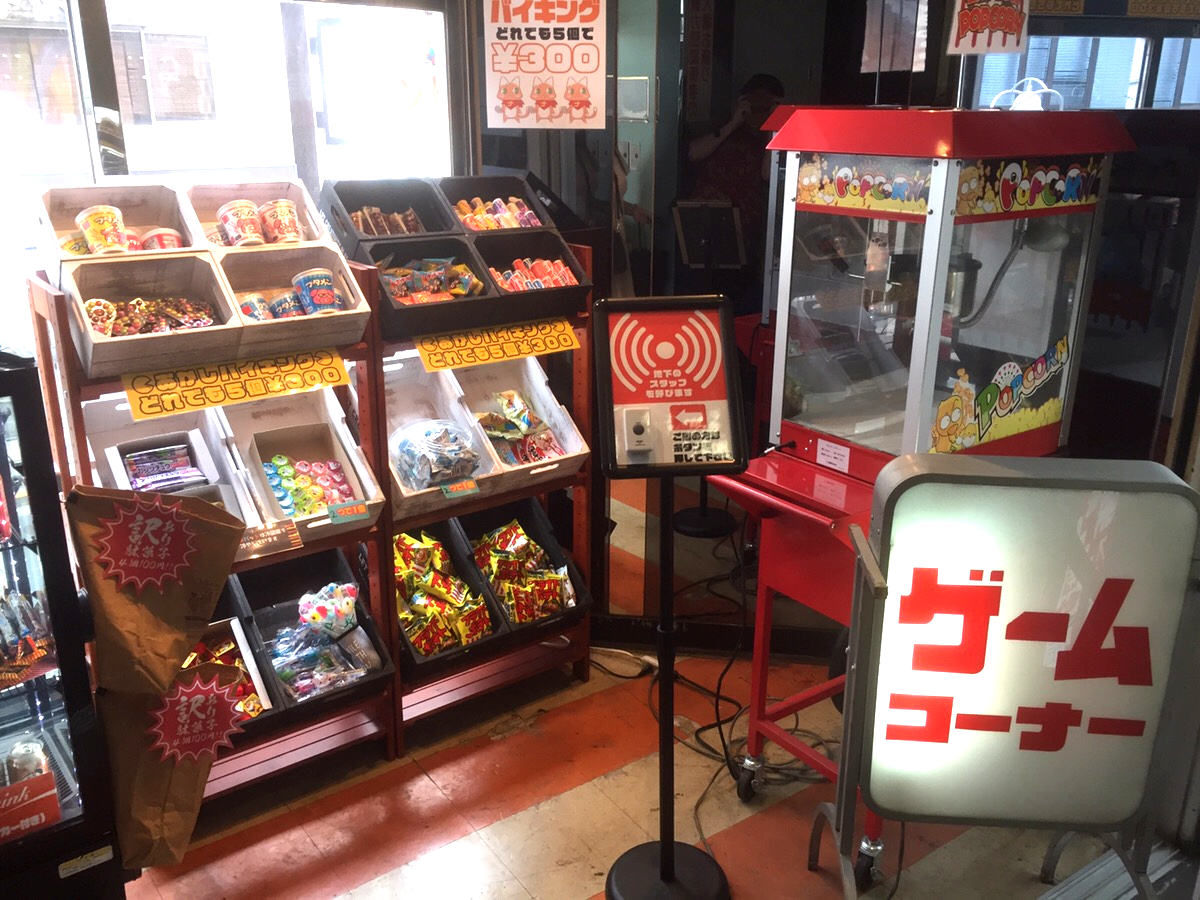
2階 おかし売り場

## ネット配信

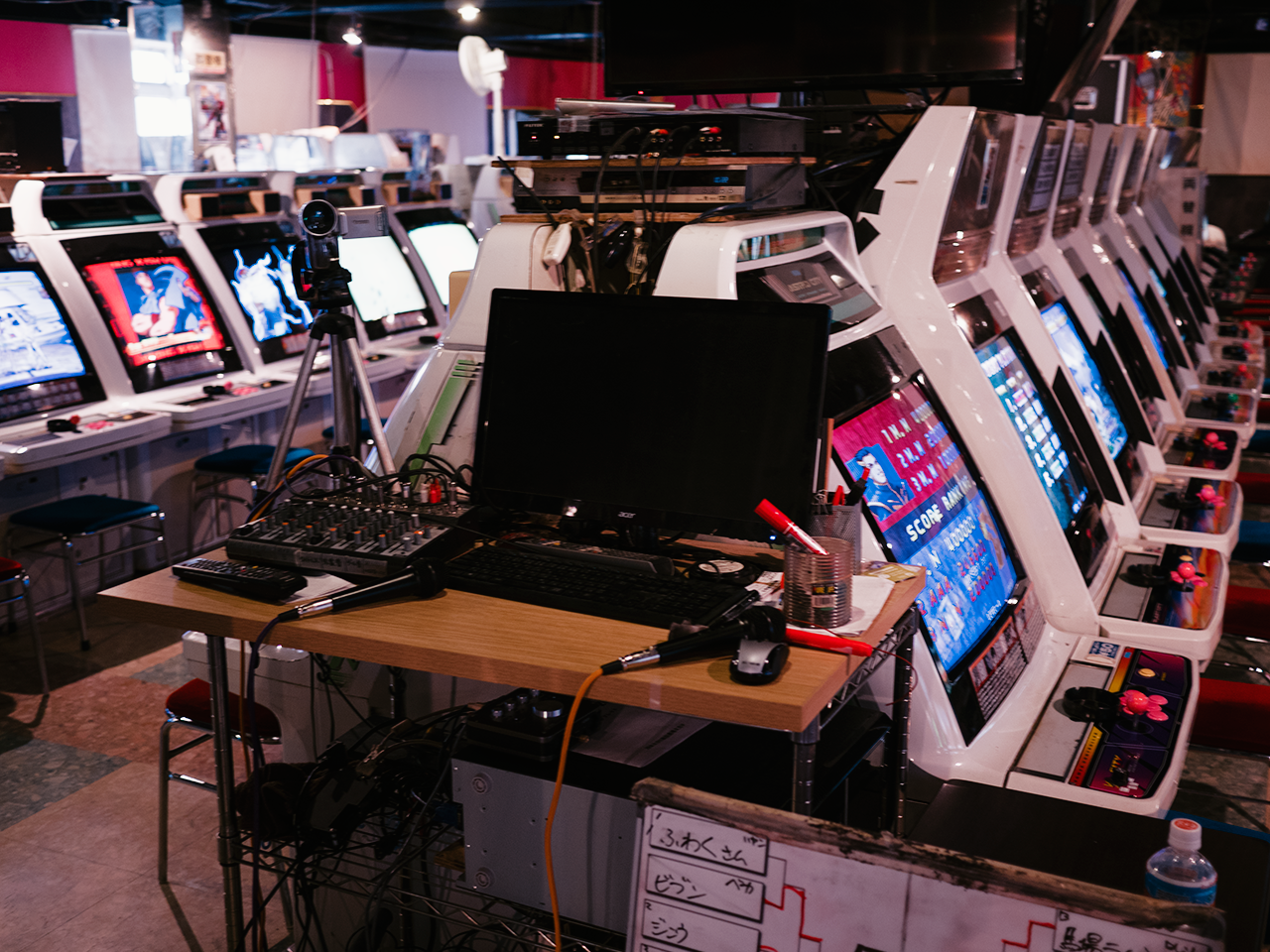
実況配信ブース

大会・実演等イベントの様子は原則としてUstream・YouTube Live・ニコニコ生放送・Twitch等でライブ配信され、その録画がYouTubeチャンネルに公開される（外部リンク参照）。
実況はプレイヤー本人ではなく、店内に設けられた配信ブースから店長・店員ないしはイベント運営者が務めるのが通常である。対象ゲームに詳しい常連プレイヤーが解説役に加わることがある。
大会配信においては最後に勝利者インタビューが行われるが、顔出しの可否は当人に委ねられる。実演配信ではプレイヤー自らヘッドセットを装着し攻略法などを解説することがある。
トーク配信の幕間などにしばしば流れるオリジナル曲はゲームコンポーザー・WASi303 作「高田馬場ゲーセンミカドのうた」。
2018年8月、ニコニコチャンネルにて有料チャンネルを開設。Youtubeチャンネル配信とは異なる方針として、毎週の定期有料生放送や、有料トークライブの中継、裏話など、付加価値の高い動画･生放送やブログを配信している。

## 主なイベント
過剰な記載を避けるため、ここではミカドの特色を示すであろう代表的・特徴的・定着しているイベントのみを挙げる。ルールは調整・変更されることもあるため、大まかな記述に留める。

### 大会・対戦会
- ミカド天下一武道会 - 『GUILTY GEAR Xrd』の大会。年1回開催、リーグ戦[70]。
- バーチャファイター3tb世界大会 - 年1回開催、トーナメント戦[71][注 16]。
- バーチャファイター3tb NonN ミカド杯 - 年1回開催、N人チームによる団体トーナメント戦[71]。
- 餓狼伝説スペシャル世界大会 - 年1回開催、トーナメント戦[71]。
- 真サムライスピリッツ世界大会 - 年1回開催、トーナメント戦[71]。
- 侍大戦 - 『サムライスピリッツ』シリーズ・アーケード版全タイトルを集めた大会[19]。
- 天才KANAの元気が出るKOF - 『ザ・キング・オブ・ファイターズ』シリーズ数種目で競われる大会。大会名は『元気が出るテレビ』に由来。俗に「クソムーブ」と呼ばれるハメ技・バグ技類をあえて駆使する趣旨から当初「クソKOF大会」と称していたが、版権元の意見を受け改称した[73][注 17]。
- ストリートファイターカーニバル（SFC） - 数週間にわたる日程に定められたさまざまなジャンルのゲーム大会に参加・勝利してポイントを獲得していき、合計ポイント数を競うプレイヤーランキング大会[75]。
- 夏季／冬季超人五輪 - 3日間ほどの日程で開催。一日中に複数種目が実施される。各種目の勝者が次季の種目（ゲームタイトル）を指定できるリクエスト大会[76][注 18]。大会名は「超人オリンピック」に由来。
- イカれ格闘ゲーム大会／ニッチ格ゲー三昧 - マイナータイトルばかりを用いたゲーム大会[78][79]。
- 犬のおまわりさん杯（犬ポリ杯） - 閑散期である1月平日に催される月間大会。各種格闘ゲームの試合を行い、その勝利数を競う。大会名は優勝賞品の授与を当局の指導で取り下げられたことに由来[80][注 19]。元名称は「激辛ペヤング争奪杯」。
- ときめきメモリアル生誕祭 - 『ときメモ』各登場人物の誕生日を記念し、シリーズタイトル『対戦ぱずるだま』または『おしえてYour heart』で競われる大会[82]。開催日によってはSFCなどに組み込まれる。
- WBC - 毎週水曜日または金曜日に開催[注 20]される、『テトリス ザ・グランドマスター』のビッグモードを用いた大会[84][85]。タイトルは「Wednesday(またはWeekend) Bigtetris Cup」の略。毎週日曜日にも、独自ルールの対戦や団体戦を行うエキシビションが開催される[86]。
- 100人組手 - 誕生日などを記念し、常連プレイヤーひとりを相手に次々と乱入対戦する。往年の『バーチャファイター』鉄人・池袋サラの生誕50周年イベント[87] がきっかけ。
- 各ゲーム月例大会・対戦会・交流会 - 定期的に催されている[88]。
  - 初中級者大会 - 優勝者は初中級者卒業とみなされ、同大会への参加資格を失う。
  - 無料対戦会 - 筐体タイムレンタル（定額の時限貸し制度）を利用して有志が主催。参加者は無料で対象タイトルをプレイできる。

#### 過去の主な大会
- エアガイツ第二次世界大会 - 常連プレイヤーの基板持ち込み企画から浸透した『エアガイツ』による大会[71][89][90]。
- ミカドお台場大決戦 ～斬サム vs 餓狼SP～ - 『サムライスピリッツ 斬紅郎無双剣』と『餓狼伝説スペシャル』の合同大会。双方の王者を決するとともに、見応えのあった方への投票を募った[91]。

#### 特殊な大会・特別ルール
- おやじ大会 - 負け上がり、つまりゲームに負けた方のプレイヤーが次戦に進むトーナメント大会[92][注 21]。原則として中年以上のみ参加可。
- 1秒大会 - 対戦時間を1秒に設定し、開幕の行動で勝敗を決する格闘ゲーム大会[94]。
- 夏フェス ソニックサマー - 炎天下、屋外の店先に設置した筐体で対戦する[95][注 22]。真冬に「寒中大会」も行われた。
- ストリートファイターじゃんけん - じゃんけん勝ち抜き大会[22][97][注 23]。
- ストリートファイターわたあめ - 店内の綿菓子機で作った綿菓子の美しさを審査する[22]。甲乙つけがたい場合は味で判定する[100]。
- ストリートファイター17アイス - セブンティーンアイスの早食いトーナメント大会[101][注 24]。アイスを食べ終えた者から操作を開始できるゲーム大会や利き烏龍茶大会も派生した。
- ストリートファイターのど自慢 - 課題曲によるカラオケのど自慢大会。持ち歌OK・有料チケット制となるなど次第に本格化し、上位入賞者は生バンドを伴って自慢の喉を披露した[69]。
- ストリートファイターサッカー - 『ハットトリックヒーロー』シリーズにおいて、先にレッドカードを出された方、またはファウル回数＋ゴール得点の多い方を勝者とする[103][注 25]。
- 車庫入れ - 『デイトナUSA』において、中級コースを選んで逆走し、スタート地点後方コース脇にある“車庫”（行き止まりの小トンネル）に先に到着した方を勝者とする[105]。
- 課金 - 各種大会において、ゲームバランスを崩すほど著しく強いキャラクターの乱用を避けるため、それを選ぶプレイヤーに余分に参加費を支払わせる制度。基本はすべてのキャラクターが任意選択不可（ランダム）で、課金により初めて選択できる「指名料」制度もある[106]。

### 実演
- 初心者講習会 - 初心者を対象とする基礎的な解説・攻略実演[107]。
- 春／秋のシューティング祭り - シューティングゲームを毎平日実演する、春と秋の月間企画[108][109]。ハイスコアラーによるスーパープレイだけでなく、中級者によるユニークな攻略、初心者による泥臭いプレイもあえて実演される。1コイン（ノーコンティニュー）クリアできなかった場合、「補習」と称して後日再挑戦が行われる場合がある。企画名は「ヤマザキ春のパンまつり」に由来[注 26]。
- 夏(梅雨)／冬のアクションゲーム祭り - 趣旨はシューティング祭りと同様で、こちらはアクションゲームを対象とする[111][112]。これ以外にも不定期に各種アクションゲームが実演プレイされることもある[113]。
- 銭ゲバ配信 - 高難度ゲームを参加自由・コンティニュー無制限で、つまり金に飽かせて強引にクリアする[114]。
- ノーフューチャーライブ - 常連『燃えプロ』プレイヤーたちが結成した版権元公認“バンド”「NO FUTURE」[115] による各種ゲーム実演。
- 部活動発表会 - 店内コミュニティ各部の成果発表会。『グラディウス』シリーズを攻略するグラディウス部、初心者が低難度シューティングゲームクリアを目指すヌルシュー部など[107][116][117][118]。
- モーニングミュージックライブ - バブルシステム版グラディウスの電源を入れ、基板の起動BGM「コナミ・モーニング・ミュージック」の“演奏”を聴く。2014年大晦日のカウントダウンイベント以降、年明け恒例行事となっている[119]。
- 宣伝配信 - 実演や関係者のトークによる、新作ゲームやゲームミュージックライブ等の宣伝・告知[120]。

#### 過去の主な実演シリーズ
- 簡単といわれるシューティングは本当に簡単なのか？ - 店内企画「簡単そうなシューティング祭」連係実演。主に池田によるシューティングゲーム攻略。全8回[107][121]。
- 穴落ち克服攻略配信 - 主に池田によるアクションゲーム攻略。全9回[122]。
- 定番シューティング攻略配信 - 主に池田によるシューティングゲーム攻略。全9回＋番外編[107][123]。

### トークライブ
- ミカド事件簿・ミカド大賞 - ミカドにまつわる出来事、活躍したプレイヤー[注 27]、タイトル毎のインカム（売り上げ）をランキング形式で発表するトークライブ。池田のほか、構成作家として大塚ギチ、司会／コメンテーターとして『ファミ通WAVE』元編集長・ルパン小島、eスポーツキャスター・郡正夫、店員・AKIRAらが出演[124][125]。大塚ギチの逝去に伴い一旦封印となり、後述の週刊ミカド事件簿へ受け継がれていく。
- 激刊ミカド学園 - 毎回ひとつのゲームをテーマに、池田と愛好プレイヤーたちがその魅力や動向を語り合う座談会シリーズ[126][127]。
- イケダミノロックのそんなカンジでおネガいします（仮） - ビデオゲーム・バー「16SHOTS」を借りて配信する、池田とゆかりの人々との対談シリーズ[128][129]。
- イケダ×ゲリオン - ゲームセンター周辺の歴史や文化を案内する、池田と「キバンゲリオン」こと娯楽産業研究家・石黒憲一[130] とのトークライブ[131][132]。
- シン・ミカド事件簿 - 上記ミカド事件簿を司会：池田、ルパン小島で復活させたもの。会場観覧のほか、前半部分のみをYouTubeのゲーセンミカドチャンネルでの無料配信、後半部分をツイキャスによる有料配信によって観覧可能。有料配信は二週間アーカイブされ、その間はチケット購入も可能。

### 配信企画

#### 無料配信（Youtube）
- 不定期配信 ミカド放送局 - 池田ら店員が営業終了後の店内で酒を呑みながら、フリートークや小芝居を交えた景品情報紹介などを行う。
- おはようミカド放送局 - 池田がミカドに出勤してきた時に限り、大会やプレイ配信の開催予定等を中心にトークを行う。「おはよう」と冠しているが放送時間は午前中に限らず不定。夜間に配信する場合は「こんばんはミカド放送局」になる事もあるが流動的。
- イケダミノロック　ギター塾 - ギタリストでもある池田が事務所に招いた初心者にギターの扱い方や弾き方を教える番組。
- ゲーセンミカド 超必殺技伝授 - 池田が講師役となり、主にゲーム筐体の基礎知識とメンテナンスを、実際の作業を行いながら生徒役のスタッフ兼レトロゲームアイドル、村下小粒に教育する番組。2025年4月2日より毎週水曜日に配信。

#### 有料配信（Youtube）
Youtubeゲーセンミカドチャンネルのメンバーシップ に加入すると視聴できる有料配信。
- 裏ミカド放送局 - おはようミカド放送局の放送後にメンバーシップ限定で配信される。週刊ミカド事件簿の体裁に近い。出演者は当初ミカド店員のみとしていたが打ち合わせで来ていた外部の人間が出演する事もある。表には出せない話題を中心にトークする。

#### 有料配信（ニコニコ動画）
ニコニコ動画のゲーセンミカドチャンネル で配信される。トーク番組が中心。視聴にはチャンネルの有料会員への加入が必要だが、一度加入すれば全ての番組が視聴可能。基本的にアーカイブは配信後一週間視聴可能。
- 週刊ミカド事件簿 - 上記ミカド事件簿の内容を継承した番組。「裏ミカド放送局」全一回を配信後翌週より「週刊ミカド事件簿」と改題してレギュラー化。内容的にはミカド放送局に近いが、有料配信ならではの表に出しにくい話題も交えつつトークを展開。メインMC：池田、メインゲスト：ルパン小島（第30回まで出演）。その他ゲストとして株式会社タノシマスの木村浩之社長ほかが出演。全34回+裏ミカド放送局1回+特別編3回。
- GAME&MUSIC CROSS LABO - ゲームミュージックバンド・Fantom irisのメンバーと池田が、ゲームミュージックをテーマにトークを展開する。メンバーが持ち込んだ楽器で即興で演奏する事もある。2021年2月現在、YouTubeの無料配信枠へ移動。
- テメェらガチでヤれんのか！？ - 池田とミカドガロスペ勢のGON、佐藤豪バンド所属のアンドーの3人が、YouTubeで配信されている格闘試合の動画を見ながら解説トークを行う。視聴者は指定された動画をブラウザ別窓で視聴しながら、３人の解説をオーディオコメンタリー的に聴取するスタイルをとる。またGONによる「無理なく毎日続けられるフィットネス」も紹介する。
- イケダミノロックのそんなカンジでおネガイしますREBORN!!! - 上記「イケダミノロックのそんなカンジでおネガいします（仮）」の内容を継承した番組。収録はミカドの事務所で行う。
- “NO FUTURE”　KMの魂を抱いてくれ - 「NO FUTURE」リーダーのKMがミカド勢と呼ばれる常連客を招いてトークする。
- アラキイズム - ミカドのマネージャー・TAIJIが自らの荒木飛呂彦愛をゲストと共に語り尽くす。TAIJIの退職に伴い終了。
- JAPAN-ROCK ミカド現象 - 同じくTAIJIがゲストと共に80年代後半～90年代のバンドブームの渦中にあったバンド、アーティスト、名盤を紹介して語り尽くす。TAIJIの退職に伴い終了。
- よし川事件簿 - ミカド池袋店事務所の定点カメラを営業開始の午前10時から24時間回しっぱなしにして、事務所内で働く、或いは休憩している従業員の様子を見られる番組。基本的にマイクはOFFで会話は聴けないが、まれにマイクを入れてスタッフがトークする事もある。第32回より内容はそのまま、タイトルを「ミカド観察バラエティ『ランブルウォッチング』」に変更。諸事情により放送休止。

### 特別企画
- ミカド大感謝祭 - プレイ料金の代わりに定額の参加費を支払う、半フリープレイイベント。多数のタイトルが対象で、事前申請により有料で希望タイトルを“出展”することもできる[135][注 28]。
- 噎せるほど～ - 特定ジャンルや同一メーカーに属するタイトルを一斉に稼働させる店内企画。初心者講習会やスーパープレイ実演が併催されることもある[136]。
- ミカドプロレス - ミカド常連のプロレスラー・太仁田ブ厚選手を中心とする自主興行プロレス。実況やレフェリーを池田や郡正夫が務める。初回は高田馬場店内特設リング、第2回以降は騒音に配慮し体育館にて開催[137][138]。
- 休業日配信 - 新型コロナウイルス感染症発生による非常事態宣言を元に東京都から発せられた営業自粛要請を受けミカド全店も2020年4月8日より休業となったが、同日より東京都の休業要請の緩和ステップ3に移行する前日の6月11日まで、休業中の店内から店員や有志によるゲームプレイを毎日生配信し、スーパーチャットによる支援を募った。休業中の為クレジットは硬貨ではなくサービススイッチで投入する。家庭用ゲーム機によるプレイ配信も行なわれた。
- 24時間生配信『金はミカドを救う』 - 池田・山岸・高田馬場のAKIRAがそれぞれ8時間ずつ配信枠を担当し、途中休憩を挟みながら計24時間連続でタイトルを変えつつプレイ配信を行い、視聴者からのスーパーチャットを募る。上記休業日配信で二度実施され、営業再開後の7月以降も月一回実施。後に約3ヵ月に一回の実施となり、2024年8月まで行われた。
- 1周クリア番長 - ミカド各店舗のどのゲームでもよいので、1コインでのゲームクリアを目指す企画。2周目以降があるゲームの1周目クリアや、プライズゲームの景品獲得も対象となる。参加者はX（旧Twitter）にゲームクリアした事が分かる画像を投稿し、一定期間内に投稿が目標数を上回ると参加者全員にオリジナルステッカーが贈られる[139]。

#### チャリティー
- チャリティーおやじ大会 - 『ストII』『餓狼伝説スペシャル』によるおやじ大会。ダブルイリミネーション方式の特別ルール。参加費は入院中の常連プレイヤーに寄付された[140]。
- 熊本地震チャリティ勢 vs VSグラディウス - チャリティー筐体を設置する店内企画「熊本地震支援チャリティー」連係イベント。ミスまたは1周クリアごとにプレイヤーを交代する駅伝方式で任天堂VS.システム版グラディウス1000万点を目指す。インカムは被災地に寄付された[141][142]。

## ゆかりのある事物・人物

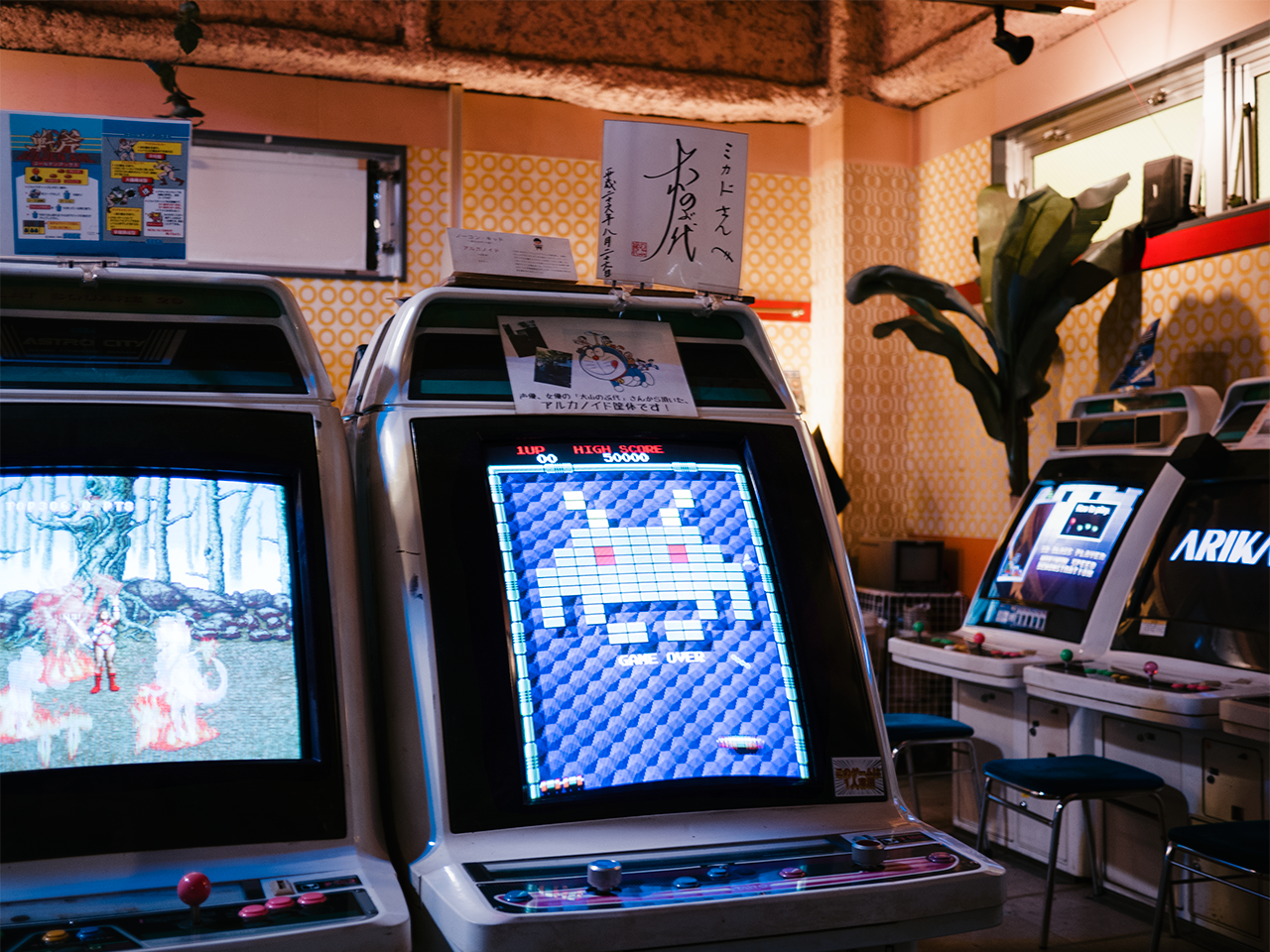
大山のぶ代寄贈のアルカノイド筐体

ノーコン・キッド 〜ぼくらのゲーム史〜
テレビドラマ。筐体・基板などの機材やプレイ動画を提供。また、渋谷パルコで催された関連イベント「ノーコン・キッド×ゲームセンターCX カフェ」 ゲームコーナーの運営に協力。
勇者ああああ
バラエティ番組。ときおり出演する助っ人「高田馬場のアキラさん」ことAKIRAは実況も多く務めるミカド常連プレイヤー（2018年10月から2024年8月まで池袋店→高田馬場店に勤務）。同じく「八丁さん」こと八丁堀は元ミカド技術スタッフ であった。
ドキュメント72時間
ドキュメンタリー番組。さまざまな来店客の人間模様を取材し、2018年2月2日「伝説のゲーセン 大人たちの闘い」と題して放送。同年年末スペシャルにて「もう一度見たい1本」視聴者投票1位を獲得した。
ハイスコアガール
押切蓮介の漫画。テレビアニメ版に実在ゲームのプレイ映像が提供され、店員や常連プレイヤーたちによるシナリオ通りの状況が再現された。BD/DVDには特典としてそのプレイ映像と解説音声が収められている。なお、押切は自らもイベントを主催するミカド常連プレイヤーである。
AOMORI ROCK FESTIVAL -夏の魔物-
ロック・フェスティバル。2017年9月10日に川崎市、2018年9月2日にお台場にてそれぞれ催された際に出張し、ゲーム大会を実施。
大山のぶ代
元声優。ミカドで稼働している『アルカノイド』筐体は大山からの寄贈品で、当人がかつて愛用していたもの。
ディライトワークス
『Fate/Grand Order』などを開発・運営するゲームソフトメーカー。2019年、自社々員の創作意欲への刺激用および社外交流の一助用としてミカドの協力のもと、本社の一画にアーケードゲームをプレイ出来る「ゲームセンター」的なスペースを作った。（社員および許可を得て入った社外の人のみIN & PLAY可能）
スガイディノス
北海道にてゲームセンターなどの運営を行っている企業。池田稔と旧知の間柄である人物が在籍しており、スガイディノス札幌中央のレトロアーケードゲームのラインナップは豊富であった。スガイディノス札幌中央閉店前日の2019年6月1日にコラボイベントを実施。
タノシマス
ケイブに所属していたゲームクリエイターの木村浩之、藤岡裕吾が独立創業したゲームメーカー。池田はミカド配信等を通じて同社スマホゲームアプリ「アカとブルー」の販促に協力。その後業務用ゲーム「アカとブルー タイプレボリューション」の実現（同タイトルが稼働する業務用基板「exA-Arcadia」販売に向けて営業面等で協力）に向け尽力した。また池田は同タイトルの一部楽曲にギター演奏で参加している。
アミパラ
岡山県岡山市に本社を置くアミューズメント企業。広島県広島市西区にある広島店に、2019年8月31日より店内にコラボコーナー「アミパラ広島×ゲーセンミカド」を設置。ミカドからゲーム筐体が多数持ち込まれ、池田ほかミカド店員による出張配信も行われた。アミパラ側からの要請により2020年9月30日で一時撤退。
GAME星狩物語 岸和田店
大阪府岸和田市に店舗があるカラオケとゲームセンターの複合施設。2020年1月24日より店内にコラボコーナー「GAME星狩物語×ゲーセンミカド」を設置。こちらもミカドからのゲーム筐体の設置、出張配信が行われている。
ゲームセンターテクノポリス
新潟県長岡市にあるビデオゲームを中心としたゲームセンター。トライアングルサービスの藤野社長と新宿にあるゲームバー「16SHOTS」店主の安部氏を通じて交流が始まり、「新潟事変」開催の際はイベント協力として参加している。
シティコネクション
社長の吉川延宏は池田芳正とバンド仲間。社員は池田から紹介を受けたりミカドに出入りしていた人間が多い。

## 不祥事
2024年7月11日、高田馬場店の来店客が、乱入可能な対戦格闘ゲームをプレイした際、先に遊んでいた同店店員のAKIRAから暴言を吐かれたことをXに投稿した。これを受けて、経営者兼社長の池田稔は同年7月15日に公開した動画にて謝罪し、これらの問題を重く受け止め従業員の教育、人事変更等の問題改善を行っていくことを発表した。同年8月4日に公開した動画では、池田が今後の対応を報告。AKIRAは反省しているとしつつ、迷惑をかけたことに違いは無いとしてAKIRAを解雇し、彼が最低1年間の活動を自粛すると発表した。また、2020年および2021年に実施するもその後の対応が問題視されていたクラウドファンディングについても触れ、AKIRAを含む3名が退職し、各店舗の運営体制やクラウドファンディングの対応を見直すことを発表した。